# Gabriel Boschilia
Gabriel Boschilia (ur. 5 marca 1996 w Piracicabie) – brazylijski piłkarz występujący na pozycji pomocnika we francuskim klubie FC Nantes, do którego jest wypożyczony z AS Monaco. Były młodzieżowy reprezentant Brazylii. Posiada także obywatelstwo włoskie.

## Kariera klubowa
Boschilia rozpoczął swoją karierę w juniorskiej drużynie Guarani FC, skąd w listopadzie 2012 roku trafił do São Paulo, z którym związał się trzyletnią umową. 22 stycznia 2014 roku zadebiutował w barwach pierwszego zespołu podczas wygranego 4:0 spotkania mistrzostw stanowych z Mogi Mirim, zmieniając w 84. minucie Ganso, a następnie asystując przy bramce Douglasa. 6 marca tego samego roku podpisał z klubem nowy kontrakt, obowiązujący do marca 2019 roku. 20 kwietnia 2014 roku zadebiutował w brazylijskiej ekstraklasie, wychodząc w podstawowym składzie na wygrany 3:0 mecz z Botafogo. 23 listopada tego samego roku zdobył swojego pierwszego gola w barwach klubu podczas wygranego 1:0 spotkania z Santosem FC.
10 sierpnia 2015 roku podpisał pięcioletnią umowę z monakijskim klubem AS Monaco. W nowych barwach zadebiutował oficjalnie 20 września tego samego roku, zmieniając Adamę Traoré w 78. minucie przegranego 2:3 spotkania ligowego z FC Lorient. 9 stycznia 2016 roku udał się na półroczne wypożyczenie do belgijskiego Standardu Liège.

## Kariera reprezentacyjna
W 2013 roku Bischilia wraz z reprezentacją do lat 17 wziął udział w rozgrywanych w młodzieżowych Mistrzostwach Ameryki Południowej, na których Brazylia zajęła trzecie miejsce. W tym samym roku udał się z kadrą U-17 także na młodzieżowe Mistrzostwach Świata. Jego reprezentacja podczas turnieju odpadła już w ćwierćfinale, jednak sam Bischilia został najlepszym strzelcem kadry z dorobkiem sześciu bramek.
Dwa lata później Bischilia znalazł się w składzie kadry do lat 20 na młodzieżowe Mistrzostwa Świata. Podczas imprezy Boschilia strzelił dwa gole, zaś Brazylia dotarła do finału, w którym została pokonana 1:2 przez Serbię.